# Xenagama zonura
Xenagama zonura är en ödleart som beskrevs av  George Albert Boulenger 1895. Xenagama zonura ingår i släktet Xenagama och familjen agamer. Inga underarter finns listade i Catalogue of Life.
Arten förekommer i Etiopiens högland mellan 2000 och 2500 meter över havet. Honor lägger ägg.